# Mokraćna cijev
Mokraćna cijev (lat. urethra) je cjevasti organ koji povezuje mokraćni mjehur s okolinom i omogućuje izlučivanje mokraće u okolinu. Mokraćna cijev kod muškaraca služi i u reproduktivne svrhe jer se koristi kao odvod za spermu tijekom snošaja. Mokraćna cijev je dio mokraćnog sustava i spolnog sustava.
Postoje anatomske razlike između mokraće cijevi muškarca i žene:
- kod žena mokraćna cijev je kratka (3-5 cm) i vanjski otvor se nalazi u stidnici
- kod muškaraca mokraćna cijev je duža (15 cm) nego kod žena i otvara se na vrhu penisa.

Histološki sluznica mokraćne cijevi građena je od prijelaznog eiptela na početnom dijelu koji izlazi iz mjehura. Dalje epitel postaje mnogosloji cilindrični, pa prije samoga otvora u okolinu mnogoslojni pločasti. Male mukozne (Littreove žlijezde) žlijezde u mokraćnoj cijevi štite svojim lučenjem epitelne stanice od utjecaja mokraće. Oko sluznice je mišićni sloj, a izvana vezivno tkivo. Mišić je glatki osim na dijelu gdje mokraćna cijeva prolazi kroz mišiće urogenitalne dijafragme. Tu se nalazi vanjski sfinkter mokraćne cijevi.  